# Asilia Guillén
Asilia Guillén (1887–1964) là một nghệ sĩ dân gian Nicaragua, chuyên về thêu và sơn.
Guillén được sinh ra ở Granada, Nicaragua, là thành viên trong một gia đình patrician. Bà đã nhận được một nền giáo dục điển hình cho một người phụ nữ trẻ của nhà ga của mình, học thêu và âm nhạc giữa các đối tượng khác. Bà làm việc thêu cho phần lớn cuộc sống nghệ thuật của mình, phù hợp với truyền thống của bordados granadinos được sản xuất bởi thành phố sinh của bà. Bà ấy đã vẽ lên ở tuổi sáu mươi lăm; một lần được phát hiện bởi nhà thơ Enrique Fernández Morales, bà đã tham gia các lớp học với Rodrigo Peñalba, tại thời điểm giám đốc của Trường Mỹ thuật ở Managua. Sớm trong sự nghiệp của mình, bà đã làm việc tại São Paulo Art Biennial. Năm 1957, bà là một trong sáu nghệ sĩ tham gia triển lãm nhóm 6 Nghệ sĩ Nicaragua do Tổ chức các quốc gia châu Mỹ tổ chức; ngay sau đó bà được José Gómez Sicre đưa lên, người đảm bảo rằng công việc của bà đã đạt được sự tiếp xúc ở Mỹ Latinh và xa hơn. Những bức tranh của bà được trưng bày tại Biên giới Liên Mỹ Mexico và trong các cuộc triển lãm ở Knokke và Baden-Baden, và năm 1962, bà trưng bày mười tám tác phẩm ở Washington, D.C. trong chương trình solo đầu tiên của bà; bà đã đến thăm dưới sự bảo trợ của Bộ Ngoại giao Hoa Kỳ và đạt được sự công nhận quốc tế hơn nữa. Gómez Sicre đã ủy nhiệm một tác phẩm khác của bà vào năm 1964, có tựa đề Những người sáng lập ra châu Mỹ gặp gỡ trên quần đảo Granada và được thiết kế để đưa vào gian hàng Trung Mỹ và Panama tại Hội chợ thế giới năm 1964. Trong một thời gian Guillén sống tại thuộc địa nghệ thuật Solentiname, trở nên quen thuộc với người sáng lập, Ernesto Cardenal
Về mặt phong cách, các sản phẩm thêu ren Guillén được sản xuất ngay từ đầu sự nghiệp của bà ngày càng phát triển hơn khi bà phát triển, chuyển từ các họa tiết hoa truyền thống sang cảnh quan phức tạp và cảnh lịch sử. Những bức tranh của bà, miêu tả những cảnh tương tự, được biết đến với những chi tiết phức tạp của chúng. Bà đã thu hút nhiều nguồn cảm hứng từ lịch sử và khung cảnh của thành phố quê hương của mình. Hai bức tranh của bà, cả hai loại dầu trên vải, đều thuộc sở hữu của Bảo tàng Nghệ thuật Châu Mỹ; chúng là Rafaela Herrera Defends the Castle from Pirates of 1962 và Heroes and Artists Come to the Pan American Union To Be Consecrated cùng năm